# Edgar Maxence
Edgar Henri Marie Aristide Maxence (Nantes, 17 de septiembre de 1871-La Bernerie-en-Retz, 31 de julio de 1954) fue un pintor simbolista francés. 

## Biografía
Estudió en la École nationale supérieure des beaux-arts de París, donde fue discípulo de Jules-Élie Delaunay y Gustave Moreau. Expuso a partir de 1894 en el Salon des artistes français y en el Salon de la Rose+Croix de 1895 y 1897; obtuvo una medalla de oro en la Exposición Universal de París (1900). 
Recibió la influencia del prerrafaelismo inglés. Su obra muestra un fuerte idealismo, con temáticas frecuentemente de inspiración medieval y cuadros en los que combina la pintura con elementos esculpidos. Por lo general elaboró escenas religiosas o basadas en leyendas, en las que se trasciende un intenso misticismo: Alma del bosque (1898, Museo de Bellas Artes de Nantes), Serenidad (1912, Museo Sainte-Croix, Poitiers). Además de sus cuadros simbolistas pintó también retratos, paisajes y bodegones.
En 1899 diseñó los cartones de tres grandes mosaicos para la Basílica de Nuestra Señora del Rosario de Lourdes. Desde 1900 su estilo se volvió más decorativista, con lo que perdió en esencia simbólica.
En 1900 fue nombrado caballero de la Legión de Honor y, en 1927, oficial.
En 1924 fue elegido miembro de la Academia de Bellas Artes.